# Beasley Broadcast Group
Beasley Broadcast Group, Inc. — американская радиокомпания из Нейплса, штат Флорида. К 2017 года контролировала 63 радиостанции в США.

## История
Компания была основана в 1961 году Джорджем Дж. Бизли в Бенсоне, штат Северная Каролина. 11 февраля 2000 года она вышла на IPO.
1 декабря 2014 года CBS Radio обменяла 14 радиостанций в Шарлотт, Тампа-Бэй и Филадельфии в обмен на радиостанции Beasley Broadcast Group в Филадельфии (WRDW, WKIS, WPOW) и Майами (WQAM).
15 января 2015 года Beasley реорганизовала свои радиостанции, ранее принадлежавшие различным дочерним компаниям, в одну — Beasley Media Group. С этого момента Beasley Broadcast Group стала называться материнская компания.
19 июля 2016 года Beasley купила за 240 млн долл. медиакомпанию Greater Media. После одобрения федеральной комиссии по связи 6 октября, сделка была окончательно закрыта 1 ноября. Сделка дала дополнительные станции на рынках Филадельфии и Бостона, а также вывело её в Детройте и Нью-Джерси (трёх рынках).
2 февраля 2017 года с целью погашения долгов Beasley за 11 млн долл. продала Curtis Media Group шесть радиостанций и четыре передатчика на рынке Гринвилл-Нью-Берн-Джексонвилл. В рамках выполнения требований ФКС одна из этих станций — WNCT, была одновременно передана Inner Banks Media. The sale was completed on May 1, 2017.
1 ноября 2017 г. в рамках слияния Entercom и CBS Radio BBG продала бостонскую радиостанцию WMJX Entercom в обмен на тамошнюю WBZ-FM.
19 июля 2018 года Entercom в рамках выполнения ограничений министерства юстиции США после покупки лидирующей на рынке Филадельфии радиостанции WBEB продала обратно местную WXTU Beasley Broadcast Group за 38 млн долл.
14 ноября 2019 года у Immortals Gaming Club была приобретена профессиональная киберспортивная команда Houston Outlaws, участвующая в лиге Overwatch. Эта покупка стала третьим киберспортивным активом BBG.

## Радиостанции
| Штат              | Радиостанции                                                                       |
| Делавэр           | WJBR                                                                               |
| Джорджия          | WAEC, WCHZ, WDRR, WGAC, WGAC, WGUS, WHHD, WKXC, WWWE                               |
| Массачусетс       | WBOS, WBQT, WBZ, WKLB, WRCA, WROR                                                  |
| Мичиган           | WCSX, WDMK, WMGC, WRIF                                                             |
| Невада            | KCYE, KDWN, KKLZ, KOAS, KVGS                                                       |
| Нью-Джерси        | WCTC, WDHA, WJRZ, WMGQ, WMTR, WRAT, WTMR                                           |
| Пенсильвания      | WBEN, WMGK, WMMR, WPEN, WTEL, WWDB, WXTU                                           |
| Северная Каролина | WAZZ, WBAV, WBCN, WFLB, WKML, WKQC, WNKS, WPEG, WSOC, WUKS, WZFX                   |
| Флорида           | WHFS, WHSR, WJBX, WJPT, WLLD, WPBB, WQYK, WRBQ, WRXK, WSBR, WWCN, WWNN, WXKB, WYUU |